# Shewanella
Shewanella är det enda släktet  i familjen Shewanellaceae av marina bakterier. Vissa arter inom släktet var tidigare klassificerade som Alteromonas. Shewanella består av fakultativt anaeroba gramnegativa stavar, varav de flesta finns i extrema akvatiska livsmiljöer där temperaturen är mycket låg och trycket är mycket högt.
Fysiologi och Metabolism
Shewanella-bakterier är en normal del av ytfloran hos fisk och är inblandade i skador på fisket. Shewanella oneidensis MR-1 är en allmänt använd laboratoriemodell för studier av anaerob respiration av metaller och andra anaeroba extracellulära elektronacceptorer, samt för undervisning om mikrobiell elektrogenes och mikrobiella bränsleceller.
Shewanella är heterotrofa fakultativa anaerober. I frånvaro av syre kan medlemmar av detta släkte använda en mängd andra elektronacceptorer för respiration.
Betydelse hos flora
Shewanella-bakterier är viktiga komponenter av organismrika oxic/anoxic-gränssnitt, men de tillhör också mikrofloran hos en bred grupp av eukaryoter från metazoer till gröna alger. Exempel på långvariga biologiska interaktioner som mutualism eller patogenitet har beskrivits, även om molekylära determinanter för sådana symbioser fortfarande är dåligt förstådda.
Vissa av dessa bakterier är nyckelorganismer för olika biotekniska tillämpningar, särskilt bioremediering av kolväten och metalliska föroreningar. Dessa prokaryoters naturliga förmåga att trivas och detoxifiera skadliga föreningar förklarar deras användning i avloppsrening, deras användning i energigenerering genom mikrobiella bränsleceller och deras betydelse för motståndskraften hos akvatiska ekosystem.
Arter som ingår i släktet Shewanella.
- Shewanella abyssi
- Shewanella algae
- Shewanella algidipiscicola
- Shewanella amazonensis
- Shewanella aquimarina
- Shewanella arctica
- Shewanella atlantica
- Shewanella baltica
- Shewanella basaltis
- Shewanella benthica
- Shewanella canadensis
- Shewanella chilikensis
- Shewanella colwelliana
- Shewanella corallii
- Shewanella decolorationis
- Shewanella denitrificans
- Shewanella donghaensis
- Shewanella fidelis
- Shewanella fodinae
- Shewanella frigidimarina
- Shewanella gaetbuli
- Shewanella gelidimarina
- Shewanella glacialipiscicola
- Shewanella hafniensis
- Shewanella halifaxensis
- Shewanella haliotis
- Shewanella hanedai
- Shewanella indica
- Shewanella irciniae
- Shewanella japonica
- Shewanella kaireitica
- Shewanella livingstonensis
- Shewanella loihica
- Shewanella marina
- Shewanella marinintestina
- Shewanella marisflavi
- Shewanella morhuae
- Shewanella olleyana
- Shewanella oneidensis
- Shewanella pacifica
- Shewanella pealeana
- Shewanella piezotolerans
- Shewanella pneumatophori
- Shewanella profunda
- Shewanella psychrophila
- Shewanella putrefaciens
- Shewanella sairae
- Shewanella schlegeliana
- Shewanella sediminis
- Shewanella spongiae
- Shewanella surugensis
- Shewanella vesiculosa
- Shewanella violacea
- Shewanella waksmanii
- Shewanella woodyi
- Shewanella xiamenensis